# 汉字之日
汉字之日是日本汉字能力检定协会于1995年设立的纪念日。日期为每年12月12日。1和2在日语中有いち（ichi）和じ（ji）的读法，而1212连起来是「いちじいちじ」，与日语中「良い字一字」（懿字，一字）形成谐音。
每年，日本汉字能力测验协会都会从全国征集象征当年社会风气的“表示年份的汉字”，并在当日的京都清水寺公布。

## 脚注
1. ↑  然而12月12日如果是星期六或星期天就可能会更改日期。

## 相关项目
- 日本纪念日列表
- 汉字
- 日本漢字能力檢定
- 今年的汉字